# Вайнштейн, Альберт Львович
Альберт Львович Вайнштейн (2 февраля 1892, Бричаны, Хотинский уезд, Бессарабская губерния — 15 апреля 1970, Москва) — советский экономист, статистик и библиограф, педагог, один из основоположников российской школы экономико-математического анализа и клиометрики. Доктор экономических наук (1961), профессор (1962).

## Биография

### Ранние годы
Родился в семье врача Еврейской больницы в северном бессарабском местечке Бричаны (теперь райцентр Бричанского района Молдовы). В 1898 году семья переехала в Москву. После окончания гимназии в Москве в 1910 году поступил на математическое отделение физико-математического факультета Московского университета. Был домашним учителем детей в семье Л. В. Собинова. После окончания университета в 1914 году с дипломом первой степени продолжил обучение на экономическом отделении Московского коммерческого института, который окончил в 1917 году. Начал научную деятельность в Аэродинамической лаборатории Н. Е. Жуковского.
В 1918—1923 годах заведовал статистическим отделением Мосгубсовнархоза и экономическим отделом Управления сельскохозяйственной экономии и плановых работ Наркомзема. В 1923—1928 годах — консультант и заместитель директора новообразованного Конъюнктурного института Наркомфина СССР, которым руководил Н. Д. Кондратьев; в 1929—1930 годах — старший научный сотрудник сектора статистики внешней торговли института. Занимался исследовательской работой также в созданном А. В. Чаяновым Научно-исследовательском институте сельскохозяйственной экономии и политики при Тимирязевской академии, решал задачи по оптимизации сельскохозяйственного дохода
Первые научные работы А. Л. Вайнштейна были посвящены вопросам экономики и математической статистики сельского хозяйства. В годы НЭПа вышли его первые монографии, крупнейшие из которых — «Обложение и платежи крестьянства в довоенное и революционное время» (1924) и «Эволюция урожайности зерновых хлебов в России до войны и перспективы её развития в будущем» (1927). А. Л. Вайнштейн стал одним из первых отечественных интерпретаторов метода прогнозирования рыночной конъюнктуры, получившего название «экономического барометра», увлёкся применением методологии гармонического анализа (рядов Фурье) к исследованию периодичности и прогнозированию колебательных процессов в экономике. Его научные интересы в те годы включали изучение рыночной циклической экономики НЭПа, движения конъюнктуры и методов сознательного регулирования хозяйственных процессов по схеме «рынок плюс план», а также анализ оперативной и долгосрочной народнохозяйственной динамики.

### Аресты
Первый раз А. Л. Вайнштейн был арестован в 1930 году вместе с рядом других видных представителей экономической науки (Н. Д. Кондратьевым, А. В. Чаяновым, Л. Н. Юровским) по делу «Трудовой крестьянской партии». Выслан в Алма-Ату, где работал консультантом Госплана Казахской ССР, но в 1933 году реабилитирован. По возвращении в Москву преподавал математику и статистику в нескольких высших учебных заведениях, продолжил прикладные исследования в научных институтах Наркомата пищевой промышленности.
Повторно арестован в 1937 году. После этого его сына — будущего радиофизика Л. А. Вайнштейна — при поступлении в институт заставили написать письменное отречение от отца, якобы выступавшего против советской власти. Вновь арестован в 1941 году, осуждён на 8 лет лагерей строгого режима; срок отбывал в Карагандинской области. После освобождения в 1949 году оставлен в Караганде на пожизненное поселение, где находился до окончательной реабилитации в 1957 году.

### После реабилитации
Вернувшись в Москву в 1957 году, целиком посвятил себя научно-исследовательской работе. Уже к 1960 году Вайнштейн завершил свой монументальный труд «Народное богатство и народнохозяйственное накопление предреволюционной России», в следующем году защитил докторскую диссертацию, с 1962 года профессор. С 1963 года в Центральном экономико-математическом институте АН СССР, где стал одним из ведущих теоретиков, наравне с Л. В. Канторовичем, В. С. Немчиновым, В. В. Новожиловым, А. Л. Лурье. Преподавал также в Промышленно-экономическом институте, Московском государственном университете и Московском институте народного хозяйства. В эти годы он также руководил теоретическим семинаром для начинающих экономистов.
Работоспособность А. Л. Вайнштейна в последнее десятилетие жизни оказалась неимоверной: к концу жизни он успел написать свыше 40 книг и брошюр, более 100 статей. Руководил переводом ряда зарубежных работ по математическим методам экономического анализа, издание которых сыграло большую роль в повышении научной культуры советских экономистов. В работе «Народный доход России и СССР. История, методология, исчисления, динамика» (1969) Вайнштейн попытался возродить методику расчёта агрегированных индексов, характеризующих состояние советской и российской национальной экономики («экономический барометр»), над которой он работал ещё в Конъюнктурном институте в середине 1920-х годов. Последняя его книга, «Цены и ценообразование в СССР в восстановительный период 1921—1928 гг.» (1972), была опубликована посмертно. Двухтомное издание избранных научных трудов А. Л. Вайнштейна было выпущено издательством «Наука» в серии «Памятники экономической мысли» в 2000 году.
Всю свою жизнь А. Л. Вайнштейн занимался, главным образом, проблемами макроэкономической статистики, исследовал долгосрочную динамику изменения доходов и цен, на десятилетие предвосхитив клиометрическое направление новой экономической науки. Другие направления научно-исследовательской работы Вайнштейна включали разработку экономико-математических методов, методологии экономической статистики, решение задач по оптимизации сельскохозяйственного производства, разработку математического обеспечения учёта национального богатства. Значительное влияние на советскую экономическую науку оказали составленные им библиографии трудов по отечественной и мировой статистике и экономическому моделированию, исследования функции сбережений, эффективности капитальных вложений, анализ динамики и структуры национального дохода, критериев оптимальности экономики. Им впервые в мировой науке был применён метод «непрерывной инвентаризации» основных фондов при оценке народного богатства. Под его редакцией издан коллективный труд «Народно-хозяйственные модели. Теоретические вопросы потребления» (Москва, 1963).

## Семья
Сын А. Л. Вайнштейна — радиофизик Лев Альбертович Вайнштейн.

## Научные монографии А. Л. Вайнштейна
- Математическое исчисление среднего расстояния полей от усадьбы при различной конфигурации площади землепользования и разном местоположении усадьбы. Москва, 1922.
- Обложение и платежи крестьянства в довоенное и революционное время. (Опыт статистического исследования). / С предисл. проф. Н. Д. Кондратьева. — М., 1924. — 157 с.
- Исследование тесноты взаимной связи: между ценой, валовым сбором, урожайностью и посевной площадью хлопка в С.-А. С. Ш. — М.: Издательство Главного хлопкового комитета, 1924.
- Итоги, основные тенденции и конъюнктура народного хозяйства в 1923—1924 году. Труды конъюнктурного института. Акционерное общество «Промиздат», 1925.
- Урожайность, метеорологические и экономические циклы, проблема прогноза. Проблемы урожая. Под ред. А. В. Чаянова. Экономическая жизнь: Москва, 1926.
- Эволюция урожайности зерновых хлебов в России до войны и перспективы её развития в будущем. Москва, 1927.
- Проблемы экономического прогноза в её статистической постановке. РАНИОН: Москва, 1930.
- Народное богатство и народнохозяйственное накопление предреволюционной России. Статистическое исследование. Госстатиздат: Москва, 1960.
- Народнохозяйственные модели. Теоретические вопросы потребления (редактор-составитель). Москва, 1963.
- Статистика народного богатства, народного дохода и национальные счета. Очерки по балансовой статистике (редактор-составитель). Наука: Москва, 1967.
- Народный доход России и СССР. История, методология, исчисления, динамика. Наука: Москва, 1969 (см. полный текст здесь).
- Цены и ценообразование в СССР в восстановительный период 1921—1928 гг. Наука: Москва, 1972.
- Избранные труды: В двух книгах. Кн. 1. Советская экономика: 20-е годы. Кн. 2. Народное богатство и народный доход России и СССР. — Москва: Наука, 2000. — (Памятники экономической мысли)